# Lotte Jäger und die Tote im Dorf
Lotte Jäger und die Tote im Dorf ist ein deutscher Fernsehfilm von Francis Meletzky aus dem Jahr 2018, der im Auftrag des ZDF produziert wurde. Es handelt sich um einen weiteren Film mit der von Silke Bodenbender gespielten Sonderermittlerin Lotte Jäger, die in der Potsdamer Mordkommission für ungeklärte Altfälle zuständig ist. Nach dem ersten 2016 ausgestrahlten Film Lotte Jäger und das tote Mädchen ist dies der zweite Film der Reihe. Tragende Rollen sind mit Sebastian Hülk, Hansjürgen Hürrig, Alexander Hörbe, Christoph Letkowski, Veronika Nowag-Jones, Hans Klima, René Schwittay und David Bredin besetzt.
Im Filmvorspann heißt es, der Film sei „inspiriert von wahren Begebenheiten“.

## Handlung
Kriminalkommissar Kurt Schaake stellt Kriminaloberkommissarin Lotte Jäger, Sonderermittlerin in der Potsdamer Mordkommission für ungelöste Altfälle, den pensionierten Kriminalhauptkommissar Konrad Dahlke vor, seinen ehemaligen Ausbilder. Dahlke und Schaake erinnern sich zurück an einen ungeklärten Mordfall in dem brandenburgischen Dorf Großlühne, der 16 Jahre zurückliegt. Einen Tag vor dem Mord an einer jungen Frau sei der ganze Ort noch im Freudentaumel gewesen, da der örtliche Fußballverein ein wichtiges Aufstiegsspiel gewonnen hatte. Kurt Schaake erinnert sich, dass die später ermordete Manuela Kirschner das Fest gegen circa zwei Uhr, nachdem sie sich von ihrem Verlobten Jan Stober verabschiedet hatte, verlassen habe. Sie sei dann allein weggegangen. Manuela müsse jemanden die Tür geöffnet haben, vielleicht weil sie glaubte, es sei ihr Verlobter oder weil sie den Betreffenden gekannt habe. Der Täter habe versucht, die junge Frau zu vergewaltigen und immer und immer wieder auf sie eingestochen. Die Tatwaffe, ein Messer mit einer gut 10 cm langen Klinge sei nie gefunden worden. Definitiv unschuldig seien nur der Vater und der Bruder des Opfers gewesen, die zu der Zeit verreist waren. Alle anderen im Ort hätten etwas zu verbergen. Befragungen hätten nichts ergeben, da die meisten in dieser Nacht stark alkoholisiert gewesen und nicht einmal gewusst hätten, wie sie nach Hause gekommen seien. Der Kreis der Verdächtigen habe sich dann auf drei junge Männer und den damaligen Chef des Fußballclubs beschränkt. Schaake präsentiert Jäger ein Bild des damals 18-jährigen Hauptverdächtigen Tom Riebe, der für mehrere Stunden in der Tatnacht kein Alibi gehabt habe. Beim Fest habe er immer wieder mit Manuela getanzt, die weitere Versuche dann wahrscheinlich wegen ihres Verlobten abgeblockt habe.
Dahlke erzählt, dass ihm anonym eine Videokassette zugespielt worden sei, die Aufnahmen aus der Tatnacht enthalte. Seinerzeit habe man verzweifelt aber erfolglos nach dieser Kassette gesucht, erläutert Schaake. So etwas verschicke man nicht einfach so, ergänzt Dahlke. Seinerzeit habe das gesamte Dorf zusammengehalten, erläutert Dahlke, er sei nach wie vor der Meinung, dass alle wüssten, was damals passiert ist.
Jäger macht sich in ihrem Cabrio auf nach Brandenburg und mietet sich in Großlühne im dortigen Gasthof ein. Im Ort schlägt ihr Feindseligkeit entgegen. In der Nacht hat sie Alpträume. Sie spricht mit Kurt Holler, dem Wirt des Gasthofes, dessen Frau Ulla aus nicht zu begreifenden Gründen vor zehn Monaten einen tödlichen Autounfall hatte. Damals seien im Ort eigentlich alle gestorben, meint Holler. Als Nächstes spricht Jäger mit Jan Stober, der inzwischen mit der Tochter des Bürgermeisters verheiratet ist. Er gibt sich die Schuld, da er seine Verlobte nicht begleitet habe. Jäger spricht auch mit Hans Breth, dem ehemaligen Vermieter Manuelas, der erzählt, dass er die Wohnung seit damals nicht mehr vermieten könne und dass er Manuela gemocht habe. Sie sei mutig gewesen, zusammen mit Ulla, der Frau des Wirts Holler, habe sie dafür gekämpft, dass man ihnen nicht jede Menge Windräder vor die Nase gesetzt habe. Nun seien beide Frauen tot. 
Jäger stellt fest, dass das Elternhaus des seinerzeit Hauptverdächtigen Tom Riebe dem Haus, in dem Manuela gewohnt hat, direkt gegenüberliegt und er von seinem Fenster aus ins Zimmer der jungen Frau schauen konnte. Riebes Eltern reagieren abweisend auf Jäger. Seine Frau Claudia droht der Kommissarin sogar unterschwellig. Auch weitere Gespräche mit Anwohnern führen in dem Fall nicht wirklich weiter. Florian Grasso, der eine Flugschule betreibt, meint zu Jäger, für ihn seien alle im Dorf gestorben, die ihn verdächtigt hätten. Jäger fliegt eine Runde übers Dorf mit ihm und ist begeistert von diesem Erlebnis. Danach spricht die Kommissarin mit Jan Stober und beobachtet im Anschluss eine seltsame Zusammenkunft verschiedener Personen.
Nachdem Jäger mit Lore Kosch gesprochen und bei ihr ein Glas Saft getrunken hat, hat sie während der Autofahrt Aussetzer. Als sie wieder zu sich kommt befindet sie sich im Gasthof in einem falschen Zimmer und nimmt wahr, dass Kurt Schaake inzwischen eingetroffen ist, der sich Sorgen gemacht hat, weil er sie nicht mehr erreichen konnte. Jäger wirkt verzweifelt, man drehe sich im Kreis, meint sie zu Schaake, alle würden lügen. Inzwischen ist bekannt, dass es im Ort eine Mülldeponie gab, die einflussreiche Ortsbewohner vier Jahre lang betrieben haben, wofür sie von der Treuhand reichlich Fördergelder bekommen haben. Kann es sein, dass sich Manuela Kirschner und Ulla Holler nicht nur gegen die Windräder zur Wehr gesetzt hatten, sondern auch gegen eine Mülldeponie. Hans Breth zeigt den Ermittlern Fotos, die beweisen, dass auf der Deponie radioaktiver Abfall entsorgt worden ist. Vielleicht seien deswegen so viele Menschen im Dorf krank geworden, darunter auch Manuelas Mutter.
Jäger hat eine Eingebung hinsichtlich des Mordmessers, das dann auch tatsächlich mittels Metalldetektoren auf dem eingegrenzten Areal gefunden wird. Holler rückt nun damit heraus, dass seine Frau Unterlagen zusammengestellt habe, mit denen sie an die Öffentlichkeit gewollt habe, es gehe unter anderem um Grundwasserverseuchung. Man habe auf der Deponie nicht nur radioaktiven Abfall entsorgt, sondern auch nukleare Abfälle aus den Russenkasernen. Damit hätten die Investoren richtig Geld gespart. Keine teure Sondermüllentsorgung, meint er bitter, sondern einfach weg damit, bei uns. Seine Frau habe nicht mehr auf ihn hören wollen – und dann sei sie tot gewesen. 
Die Dorfbewohner werden aufgrund einer richterlichen Anordnung zu einer Speichelprobe vorgeladen. Das Ergebnis dieser Probe ist mehr als überraschend. Keiner der Dorfbewohner ist der Täter. Das Ergebnis der DNA ergab eine Übereinstimmung mit einem Mann, der seit Jahren wegen eines anderen Vergehens im Gefängnis sitzt. Plötzlich erwacht wieder Leben im Dorf und der alte Gemeinschaftssinn, eine jahrelange Last wurde von den Schultern der Bewohner genommen.

## Produktion

### Dreharbeiten, Hintergrund
Lotte Jäger und die Tote im Dorf wurde vom 11. Mai bis zum 14. Juni 2017 in Berlin und Umgebung gedreht. Der Arbeitstitel lautete Lotte Jäger und das Dorf der Verdammten. Für den Film zeichnete die UFA Fiction verantwortlich.
Zweite Ebene: Jäger telefoniert mit ihrer Therapeutin, sie leidet ganz offensichtlich unter Angstzuständen und nimmt Tabletten. Sie will wissen, ob sie die Dosis kurzfristig erhöhen könne. Zwischendurch hat sie immer mal wieder Ausfälle, die sie aber scheinbar verhältnismäßig schnell wieder in den Griff bekommt. Sie erzählt Schaake, dass es mit ihrem Freund Uwe vorbei sei.
In einem Interview äußerte Silke Bodenbender zu ihrer Rolle der Lotte Jäger, dass sie Rollen als Kommissarin bisher immer abgelehnt habe, diese bei ihr jedoch einen Nerv getroffen habe. Lotte Jäger löse Altfälle, bearbeite in jeder Hinsicht Altlasten und komme ohne Waffe aus. Auch sei Jäger eine sehr vielschichtige Persönlichkeit mit Ecken und Kanten und außerdem großer Lebensfreude, die aufgrund ihrer Angstzustände das Kommissariat gewechselt habe und nun auf Altfälle angesetzt werde, die nicht so eine Dringlichkeit bei der Ermittlung hätten. Bodenbender meinte auf die Feststellung, sie gelte als Frau für schwierige Rollen, diese suche sie sich nach persönlicher Relevanz und der Prämisse aus, ob sie sie persönlich weiterbringen würden. Ihre Vorliebe gelte Figuren, die sich im Lauf des Films langsam entwickeln, zu Beginn vielleicht noch unfertig wirkten und erst während der Dreharbeiten mit Tiefe und Charakter angefüllt werden würden.

### Veröffentlichung
Lotte Jäger und die Tote im Dorf wurde im Rahmen des Fernsehfilms der Woche am 3. September 2018 erstmals im ZDF ausgestrahlt.
Lotte Jäger und die Tote im Dorf wurde zusammen mit dem zuvor erstellten Film Lotte Jäger und das tote Mädchen am 8. März 2019 von Studio Hamburg Enterprises auf DVD veröffentlicht.

## Rezeption

### Einschaltquote
Der Film wurde bei seiner Erstausstrahlung von 5,99 Mio. Zuschauern eingeschaltet, was einem Marktanteil von 20,8 Prozent entsprach.

### Kritik
Die Kritiken fielen gemischt aus, die Bewertungen reichten von großer Zustimmung bis hin zu starker Kritik: 
Für die Kritiker der Fernsehzeitschrift TV Spielfilm war Lotte Jäger und die Tote im Dorf ein „leiser Provinzkrimi mit überraschendem Finale“. Anders als im Reihenauftakt ‚Lotte Jäger und das tote Mädchen‘ (2016) sei „die ostdeutsche Zeitgeschichte hier eher Beiwerk“. Dennoch gebe Autor Rolf Basedow dem Krimi einen originellen Dreh: Wichtiger als das Entlarven des Täters sei die Frage, wer es nicht gewesen sei. Dass Jäger an Angststörungen leide, wirke „nach so vielen verhaltensauffälligen TV-Ermittlerinnen eher stereotyp“, Bodenbender spiele die Figur aber „sehr sympathisch“. Der Film erhielt für Anspruch einen und für Spannung zwei von drei möglichen Punkten und die bestmögliche Wertung, Daumen nach oben.
Rainer Tittelbach gab dem Film auf seiner Seite tittelbach.tv 4,5 von sechs möglichen Sternen und schrieb: Der zweite Film mit Silke Bodenbender „als psychisch labiler Potsdamer LKA-Beamtin“ beginne als „typisches Dorfkrimi-Drama: undurchschaubare Menschen, eine Hand Verdächtiger, Schweigen, Halbwahrheiten, Angst“. Ein „herkömmlicher Ermittlerkrimi“ sei es aber nicht, da Autor Rolf Basedow auf „klassische Befragungen oder Verhöre“ verzichte und es auch „keine Polizeistation“ gebe. Auch wenn Meletzkys „visuell hervorragender Film nicht an den komplexen Auftaktfilm heranreich[e]“, so habe diese „etwas andere Heldin durchaus das Zeug in die Fußstapfen einer Bella Block zu treten“. Allerdings erreiche dieser Film „weder narrativ noch dramaturgisch die Vielschichtigkeit und betörende Komplexität des Auftaktfilms ‚Lotte Jäger und das tote Mädchen‘, der zudem DDR-historisch und gesellschaftspolitisch sehr viel konkreter und damit um einiges faszinierender“ gewesen sei. „Das Zeug zur Krimidrama-Reihe“ hätten „diese Figur und das Motiv der ungeklärten alten Fälle allemal“, befand Tittelbach. „Zumindest ein Film im Jahr sollte mit diesem exquisiten Konzept denkbar sein.“ Silke Bodenbender überzeuge als Protagonistin, „bei der das attraktive Äußere und die innere Verfassung in einem aufregenden Spannungsverhältnis stehen“. Auch Sebastian Hülk gefalle „als Rechercheur, zunächst im Hintergrund, als unaufgeregter Stubenhocker und Akten-Wälzer, später dann als seelischer Beistand und Antriebskraft bei der Lösung des Falls“.
In der Frankfurter Allgemeinen Zeitung befasste sich Kai Spanke mit dem Film und meinte, „Filme, die von vermeintlich unlösbaren Aufgaben handeln“, seien „äußerst reizvoll“ und zog einen Vergleich zwischen der Impossible Missions Force um Tom Cruise und diesem Film. Im deutschen Fernsehen fahre „Silke Bodenbender alias Lotte Jäger, Sonderermittlerin für ungelöste Fälle, in die brandenburgische Pampa, um einen Mord aufzuklären, der sich scheinbar nicht aufklären“ lasse. Spanke meinte, „hiesige Fernsehfilme“ würden „sich gern, aber meistens ohne den nötigen Sachverstand, an angloamerikanischen Gepflogenheiten“ orientieren und auf „Spielereien“ setzen, „deren Raffinement unterhalb der Messbarkeitsgrenze“ liege. Drohe Frau Jäger Unheil, zögen Regenwolken vor die Sonne. Bei Terrence Malick sehe „so etwas erhaben aus“, bei Franziska Meletzky denke man eher „an den Wetterbericht“. Spanke führte weitere Beispiele an. Wie man Angstzustände ins Bild setze, werde hier zelebriert wie aus dem „filmpädagogischen Fortbildungskurs. Weniger wäre viel mehr gewesen.“ So „groß die Verlockung auch sein“ möge, man solle „nicht alle technischen Möglichkeiten ausreizen, nur weil man es“ könne. Tatsächlich schöben sich „die eingesetzten Gimmicks so massiv in den Vordergrund, dass die Handlung in das Mosaik einer Ideensammlung“ zerfalle.
Für die Fernsehzeitschrift Prisma äußerte sich Markus Schu und lobte: „Die zerrüttete Psyche der Ermittlerin rückt in ‚Lotte Jäger und die Tote im Dorf‘ in den Mittelpunkt, wodurch ein sehenswerter und stilistisch eigenwilliger Krimi entstanden ist.“ Anders als andere Kritiker war Schu der Meinung, dass dem Format „zur Premiere“ noch „Startschwierigkeiten“ attestiert worden seien, die Reihe nun aber „unter Franziska Meletzkys versierter Regie“ aufblühe. Anders als Kai Spanke lobte Schu die inszenatorischen Freiheiten, irritierende[n] Schwarzblenden, Vogelperspektiven, Zeitmanipulationen und die „mentalen Zustände der Kommissarin“, die „audiovisuell austariert“ würden und uns „einen Blick in ihre Seele, ihr Denken“ erlaubten. Das „erneut aus Rolf Basedows Feder stammende Skript“ sei zwar „nicht allzu innovativ, aber spannend und überraschend“. Zudem punkte „das Drehbuch mit einer grandiosen Auflösung“. Abschließend hieß es: „Stilistisch höchst eigenwillig und unkonventionell, dramaturgisch altbewährt und funktional kommt der neue Fall von Lotte Jäger daher – und schickt sich damit an, die Krimilandschaft um ein wirklich gelungenes neues Format zu bereichern. Man darf gespannt sein, wie es mit der ZDF-Reihe in Zukunft weitergehen wird.“
Julian Miller war auf der Seite Quotenmeter.de der Meinung: „Eine Kommissarin mit Angststörungen ermittelt sich durch ein konspirativ verschwiegenes Hinterwäldlerdorf. Das ließe sich tiefsinniger erzählen als mit ‹Lotte Jäger›…“ Miller verwies auf Romane von Thomas Bernhard und dessen pointierte Beschreibungen der deutschsprachigen Provinz. In diesem Film hingegen finde man davon nichts. Missfallen wurde auch bekundet über die inkonsequente Zeichnung der Hauptfigur, „die unaufhörlich zwischen übertriebener bürokratischer Kraftmeierei, zur Schau gestellter Gewitztheit und emotionaler Hilflosigkeit mäandrieren muss, woraus sich eben kein vielschichtiges, in sich stimmiges, sondern ein seltsam widersprüchliches Bild“ ergebe, „das eher um vermeintliche Zuschauererwartungen herumgeschrieben“ scheine. Das Quotenmeter schlug auf einen Wert von 40 Prozent aus und zog das Fazit: „Über das Niveau eines tumben Mitknobelkrimis kommt ‹Lotte Jäger und die Tote im Dorf› deshalb nicht hinaus.“
Elmar Krekeler hingegen lobte in der Welt: „Ein Mord, ein Dorf, ein Bulle, eine Mauer aus Schweigen – eigentlich wie immer im deutschen Landkrimi. Dass die Fernsehserie ‚Lotte Jäger‘ großartig ist, liegt daran, dass sie großartig gemacht ist.“ Den Film müsse man „unbedingt sehen“, weil er „ein Musterbeispiel“ dafür sei, „was mit alten Geschichten geschehen“ könne, „wenn sie ein alter Meister neu erzähl[e]. Und wenn sich das deutsche Fernsehen mal auf das besinn[e], was es eben doch anders und schöner [könne] als das hochgelobte britische.“ Der Erfinder der Filme, Rolf Basedow, sei der Drehbuchgott an der Seite von Dominik Graf. Lotte Jäger sei „so etwas wie die psychisch instabile Nachfolgerin der Wuchtbrummenermittlerin Bella Block“. Krekeler schrieb weiter: „Silke Bodenbender ist Lotte Jäger. Niemand kann das Wandeln auf psychischen Grenzlinien derart Gesicht werden lassen, niemand kann so blicken, niemand ist so ein perfekter mimischer Gestaltwandler.“ Zum Abschluss seiner Bewertung wünschte Krekeler sich: „Nur die Sehnsucht der Fernseher, dass diese Reihe so weitergehen möge wie der andere Ostländer-Klassiker des ZDF, der ‚Spreewaldkrimi‘. Also potenziell unendlich.“
Tilmann P. Gangloff schrieb für das Internetportal der evangelischen Kirche evangelisch.de „sehenswert“ sei der zweite Film, „den diesmal Franziska Meletzky erneut nach einem Drehbuch des mehrfachen Grimme-Preisträger Rolf Basedow inszeniert“ habe, „vor allem wegen der Hauptfigur“, die in Silke Bodenbender „die perfekte Besetzung für diese Rolle“ gefunden habe. Im „zweiten ‚Lotte Jäger‘-Film“ sei „vor allem die Einbettung der Rückblenden überaus kunstvoll“. Sehr „wirkungsstark“ sei zudem die „akustische Ebene“. […] „Mysteriöse kurze Einschübe“ würden dem Film „einen Hauch von Twin Peaks“ verleihen. „Gut getroffen“ sei nicht zuletzt die „Atmosphäre des gegenseitigen Misstrauens, die sich nach dem Mord über das Dorf gelegt“ habe. Gangloff lobte auch die „bemerkenswerte Bildgestaltung durch Bella Halben“. Dem Film sei „anzusehen, dass alle Beteiligten einen ganz besonderen Krimi vor Augen gehabt“ hätten.